# Faith (miwaの曲)
「Faith」（フェイス）は、日本のシンガーソングライター・miwaの楽曲。13枚目のシングルとして、2014年2月12日にSony Music Recordsから発売。

## 解説
前作「Faraway/Kiss you」に続く約5ヶ月ぶりの、2014年第一弾シングル。このシングルは初回生産限定盤、通常盤の2形態で発売。収録曲3曲ともタイアップがついている。また、カップリングのinstrumental収録は初である。
シングル曲でのエレキギターを演奏は「FRiDAY-MA-MAGiC」以来であり、またハードロックのテクニックである、ライトハンド奏法のパッセージを取り入れている。なお、レコーディング段階からmiwa本人がライトハンド奏法により演奏するのは初である。
「Faith」MVは、miwa本人が「高い場所をイメージして制作した」と話していたことから、高層ビルの屋上で更に高低差のあるステージを組む場所で撮影された。miwa本人談によると、高所恐怖症とは無縁であったと言う。
この曲で2014年の『第65回NHK紅白歌合戦』に出場した。

## 収録曲
全曲 作詞：miwa / 作曲：miwa、Naoki-T / 編曲：Naoki-T

### 初回生産限定盤・通常盤
1. Faith [5:05]
「ユーキャン通信講座」CMソング
2. キットカナウ [4:52]
  - ホーンアレンジ：Naoki-T・金子隆博

ネスレ「キットカット」受験生応援ソング
3. It's you! [3:55]
ハウスウェルネスフーズ「C1000」CMソング
4. Faith 〜instrumental〜
5. キットカナウ 〜instrumental〜
6. It's you! 〜instrumental〜

### DVD（初回限定盤のみ）
- selection from miwa -39 live- “miwanissimo 2013" at Zepp Tokyo (2013.12.24)
「miwa -39live- "miwanissimo 2013"」のダイジェスト映像

## 収録アルバム
- ONENESS (#1, #2, #3)